# Canthidium coerulescens
Canthidium coerulescens е вид бръмбар от семейство Листороги бръмбари (Scarabaeidae).

## Разпространение и местообитание
Този вид е разпространен в Еквадор и Перу.
Обитава гористи местности, планини и възвишения.